# Steven van der Hagen

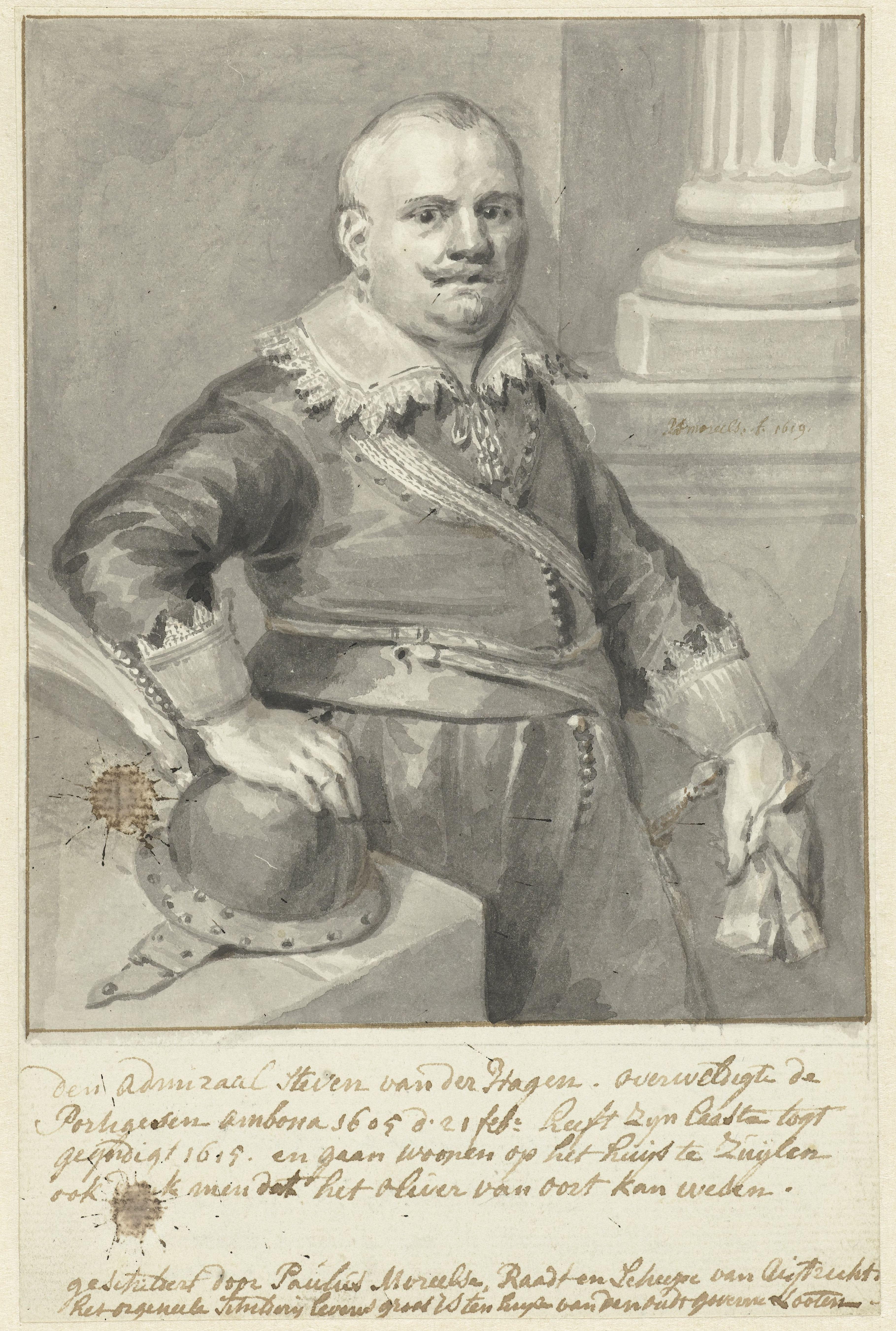
Steven van der Hagen

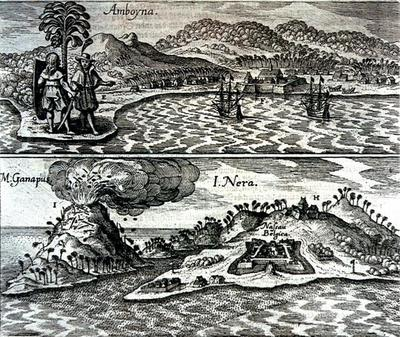
Fortificaciones holandesas y los puestos comerciales ingleses en las zonas volcánicas del Ambon y Banda-Neira (1655) con el aún volcán activo Gunung Api (658 m), izq.

Steven van der Hagen (Amersfoort, 1563 – 1621) fue el primer almirante de la Compañía Neerlandesa de las Indias Orientales (VOC). Hizo tres visitas a las Indias Orientales, pasando seis años en ellas. Fue nombrado para la Raad van Indië (precedente de la VOC). Van der Hagen protestó contra los duros modos de los administradores, que querían el monopolio del comercio del clavo, y estaban dispuestos a luchar contra sus competidores españoles, portugueses, asiáticos o ingleses con el fin de conseguirlo. Laurens Reael y Steven van der Hagen escribieron con desaprobación sobre el modo en que Heren XVII trataba los intereses y las leyes de la población de las Molucas.
Ambos sostenían que la Compañía no tenía ningún derecho a obligar a los nativos de las islas Molucas a vender sus especias exclusivamente a los neerlandeses, a menos que estos últimos les proporcionasen a cambio un suministro adecuado de alimentos y ropa a precios razonables. Argumentaban que a largo plazo, era mejor para los neerlandeses contentarse con grandes ventas y pequeñas ganancias en lugar de luchar por un monopolio rígido y opresivo de pequeñas ventas y grandes beneficios. Además, Reael y Van der Hagen, aunque estaban preparados llegado el caso para usar la fuerza contra sus competidores ingleses en las Molucas, eran reacios a hacerlo por temor a las repercusiones desfavorables en las relaciones anglo-neerlandesas en Europa (algo que no preocupaba a Jan Pieterszoon Coen). Finalmente ambos consideraron que podría ser injusto e imprudente excluir a los comerciantes asiáticos de las Molucas por la fuerza, ya fueran chinos, malayos o javanesos.

## Biografía
Steven van der Hagen nació hacia 1563 en Amersfoort y fue criado por una tía, hermana de su padre, después de que sus padres hubieran debido huir a Holanda del Sur debido a la rebelión holandesa. A Steven se le dio una buena educación que incluyó la enseñanza del latín. Cuando tenía diez años fue a visitar a Brujas, a su padre, Andries van der Hagen,  y juntos fueron a Ypres y Doornik para buscarle un trabajo. Steven comenzó a trabajar en la tienda de un trabajador de la seda en la plaza del mercado, antes de regresar a Ypres para completar su educación con su tío Willem van der Hagen.

### En Andalucía

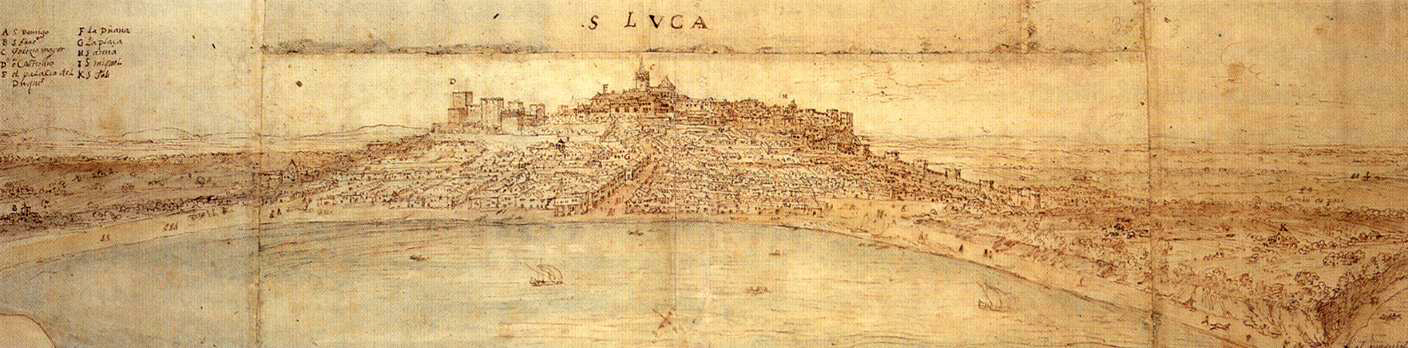
Panorama de Sanlúcar de barrameda, obra de Antonie van Wijngaarden en 1567

A los 12 años, Steven desarrolló un gran interés por España y (a espaldas de su tío) viajó a pie hasta Calais para coger un barco allí. Un capitán de barco se enteró de que Steven no era flamenco y le preguntó si se había escapado de casa. Al conversarn, Steven descubrió que cinco comerciantes de Amberes viajaban a España en esa nave. Steven causó una buena impresión a uno de los comerciantes, que pensó que estaba muy bien educado y le ofreció (con condiciones) llevarle con él a Sevilla. Por razones de seguridad, Steven no utilizó su apellido para que nadie le pudiera relacionar con su conocido tío.
Unos días más tarde Steven fue descubierto por su primo, que le pidió que volviera a casa, pero Steven se negó alegando que había sido golpeado por su tío. El barco zarpó a los pocos días con el viento del este. Steven fue tomado por un joven comerciante de ropa en Sanlúcar de Barrameda, que tenía una esposa problemática y difícil. Steven se quedó durante dos años en España, hasta que consiguió hablar bien el idioma. En un paseo por Sevilla, se encontró con uno de los comerciantes que lo habían llevado a España. Steven se negó a volver a entrar a su servicio y para evitarle se trasladó a Jerez de la Frontera. En el camino se quedó con un pastor, quien le ofreció leche y queso de cabra. Ya en Jerez, Steven conoció a García de Ávila, que le dio alojamiento en su palacio. Steven pudo asistir a algunas corridas de toros en la plaza del mercado y a peleas montados a caballo en las calles.
En 1578 España entró en guerra con la Berbería y un buen número de barcos neerlandeses lucharon a su favor. Cuando algunas de sus tripulaciones regresaron gravemente enfermas, al dárseles la Eucaristía como parte de la extremaución, para que pudieran ser enterrados en tierra santa, Steven actuó como intérprete.  Así conoció a un capitán de un barco de Medemblik, muchos de cuyos tripulantes habían muerto a causa de diarrea, y se unió a la tripulación en el viaje de regreso a Holanda. La nave llevaba un cargamento de sal y partió en un convoy. Cuando Steven llegó a los Países Bajos, regresó a Amersfoort y se enteró de que su madre había muerto y que su padre se había vuelto a casar.
Con el dinero que heredó de su madre viajó a Italia. En 1587 su barco se perdió en Cádiz en la incursión de Francis Drake. Afortunadamente logró volver a Hoorn y en 1589, se casó en Ámsterdam con Stephania van der Made, en una ceremonia civil. Su matrimonio eclesiástico tuvo lugar unos meses más tarde en Utrecht.

### En el mar
Hay constancia de que Steven van der Hagen participó en los siguientes viajes:
- Comerciante y pionero en una embarcación llamada Straatvaart en un viaje a España fletado por armadores holandeses del Norte (1585-1593). También se le conoce como capitán de barco, que ya en 1587 (en nombre de sus clientes desde  Hoorn) dirigió un convoy de 120 last —unaunidad de volumen, más o menos un barco de 240 toneladas—, a través de los "straat" (estrechos). Esto hizo posible transportar cargas de trigo no sólo más pesadas, si no también productos más largos, como los mástiles de los barcos.[3]

- Comerciante con dos barcos al golfo de Guinea (julio de 1597 a marzo de 1598).

- Almirante de una flotilla de tres barcos de la Compagnie van Verre (1599-1601). En 1599 Van der Hagen desembarcó en Madagascar - que si él u otros holandeses hubieran conquistado en ese momento, la historia de Sudáfrica podría haber sido muy diferente.[4] En 1600, las tres flotas ancladas en Bantam decidieron negociar y cargar pimienta juntas.[5] Steven van der Hagen navegó de vuelta a Ambon con 27 soldados. Los de tierra adentro no trataban más que con los portugueses. A Van der Hagen se le permitió construir una fortificación.[6] En 1603 Frederick de Houtman regresando de la isla de Ambon en un barco capitaneado por Steven van der Hagen, rindió el fuerte allí a los portugueses.

### Al servicio de la VOC

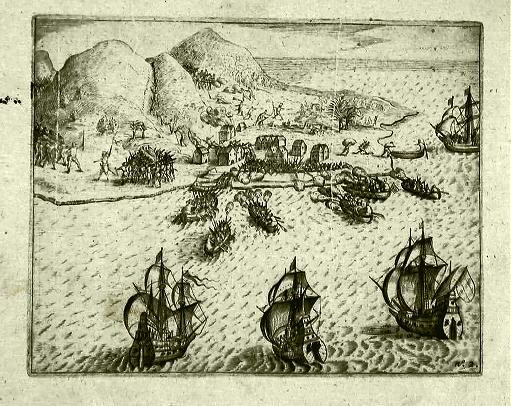
"El ataque holandés a los portugueses en la isla de Ambon". Isaac Commelin, 1645.

A finales de 1603 Van der Hagen fue elegido como primer almirante de la flota de la VOC. Durante dos meses sus barcos —despachados desde los puertos de Ámsterdam, Hoorn y Enkhuizen— permanecieron frente a la costa de Inglaterra a la espera de un viento favorable. Van der Hagen fue enviado al mar, con instrucciones secretas que sólo se debían de abrir después de salir del puerto. Al leer las instrucciones se enojó, ya que los Heren XVII (los directores) le ordenaban que debía de luchar contra los españoles y portugueses.

Volgens de instructie waren de opvarenden verplicht bij aanvallen tot voordedel ende verseeckeringh van den Oostindischen handel terug te slaan, onderweg Portuguese kraken te kapen, een bezoek aan Goa te brengen om daart de haven te blokkeren, de Portugezen uit Mozambique (een belangrijk verversingsstation) en uit Malakka (handelsknooppunt tussen Indië en de rest van Azië te verdrijven, en ook de Indische specerijeneilanden van de aanwezigheid van Portugezen te zuiveren. Het was in feite meer in oorlogs- dan een handelsexpeditie, want de ruimen bevatten meer wapens en munitie dan ruilgoederen.

Después de seis meses en el mar, el 30 de mayo de 1604 avistaron el cabo de Buena Esperanza. Luego secuestraron un barco portugués cargado con marfil. El 21 de septiembre los barcos llegaron a Goa y un mes más tarde estaban en Calicut, la ciudad del Zamorin. El 11 de noviembre Van der Hagen llegó a un acuerdo político para comerciar en Calicut y Ponnani y prometió ayuda al Zamorin contra los portugueses. En la costa de la India fundaron las factorías de Masulipatnam  (1605) y Petapuli (1606), con el objetivo especial de conseguir una participación en el enorme comercio de algodón, especias, piedras preciosas y pigmentos. Después de unas semanas alcanzaron la ciudad de Pegu y vendió a su soberano una esmeralda. Los holandeses quedaron fascinados con su riqueza, y también por los cocodrilos y elefantes blancos en el reino. En diciembre sus naves llegaron a Bantén, pero navegaron hasta la isla de Ambon. Con la ayuda de la población local Van der Hagen capturó el fuerte portugués en Ambon (25 de febrero de 1605) sin ningún disparo, siendo el primer territorio capturado por la república de los Siete Países Bajos Unidos en el sudeste de Asia.
Al final del año, uno de los veleros más rápidos de la flota de Van der Hagen, el Duyfken, un yate al mando del capitán Willem Jansz, navegó hacia el sur y descubrió la costa norte de Australia, que él creyó que estaba conectada con Nueva Guinea. En el golfo de Carpentaria, nombrado en memoria de Pieter de Carpentier, fueron a tierra. En 1607 Van der Hagen navegó hasta Mauritius, donde se encontró con Cornelis Matelieff y se comió un dodo, cuyo sabor según observó le fue bastante desagradable.
De vuelta a casa compró una casa en Utrecht en el Oude Gracht. En 1614 navegó hasta Malabar y Goa para combatir allí a los piratas moros. Luego partió hacia el mar Rojo para entablar negociaciones, y en 1615 viajó a los estrechos de Malaca. En 1616 el almirante Van der Hagen derrotó a los portugueses en la península de Malaca.
A causa de su descontento con el gobierno de Adriaen Maertensz. Block, Van der Hagen convocó allí una asamblea. Block fue reemplazado y Van der Hagen (tal vez temporalmente) tomó el mando de Ambon (junio de 1617). En 1618 Van der Hagen y su nave se dirigieron a Pulau Naira (o Banda-Neira), una de las islas de las Especias. Al final del año fue nombrado miembro del Raad van Indië (noviembre de 1614-octubre de 1619). Van der Hagen se convirtió en el primer consejero bajo el mandato de los gobernadores generales Gerard Reynst, Laurens Reael y Jan Pieterszoon Coen.
Van der Hagen fue pintado en 1619, posiblemente por Paulus Moreelse.  En 1620 Van der Hagen estaba viviendo tanto en Slot Zuylen, a orillas del río Vecht como en Bleyesteyn. Fue enterrado el 25 de julio de 1624 en Utrecht, habiendo muerto en una epidemia de peste bubónica. Sus descendientes directos aún viven en los Países Bajos, Bélgica, Alemania y Australia.
Honran su memoria algunas calles en los Países Bajos, en las ciudades de Róterdam, Amersfoort y Den Helder.